# Johan Andersson (fotbollsspelare född 1983)
Johan Rickard Andersson, född 22 augusti 1983 i Landskrona, är en svensk tidigare fotbollsspelare. 
Andersson började spela fotboll i BK Fram, men gick till Landskrona BoIS när han var 14 år. Han skrev kontrakt med Malmö FF i juli 2006. I mars 2008 gick han till Stabæk där han hemmadebuterade med att göra två mål mot Lilleström. Han blev samma år norsk mästare med Stabæk. Andersson gjorde 12 mål på 25 matcher under debutsäsongen i norska Tippeligan. Han har spelat sammanlagt 81 matcher i allsvenskan och gjort 8 mål, 76 matcher för Landskrona BoIS och 5 för Malmö FF. Han har också spelat i det svenska U21-landslaget, där han gjort 5 mål på 18 matcher.